# Paul Rasse
Paul Rasse, né le 15 février 1953, est un enseignant-chercheur en sciences de l'information et de la communication français, spécialisé sur la médiation culturelle. 

## Biographie
Étudiant aux universités de Bordeaux puis de Grenoble, il obtient un diplôme d'études approfondies de sociologie de l'École des hautes études en sciences sociales de Paris en 1981. Il soutient sa thèse de sociologie à l'université de Nice Sophia Antipolis en 1984. Nommé en 1991 maître de conférences en sciences de l'information et de la communication à l'université de Provence, il est habilité à diriger des recherches en 1997 et nommé professeur des universités en 2002.
Il fonde en 1992 et dirige à l'université de Nice Sophia Antipolis le diplôme d'études supérieures spécialisées (DÉSS) de « Médiation et ingénierie culturelle », option « Arts actuels et muséologie », qui devient un master en 2005, et qui change de nom en 2014 pour » Événementiel, médiation et ingénierie culturelle ». Il fonde en 2004 et dirige pendant 12 ans le laboratoire de recherche « Information, milieux, médias, médiation » (I3M), équipe d'accueil nº3820, qui est rebaptisé « SICLAB Méditerranée » en 2017. Il participe aux côtés de Dominique Wolton à la revue Hermès, à laquelle il contribue régulièrement. En 2012, il est élu vice-président de la Société française des sciences de l’information et de la communication pour deux mandats.

## Thèmes de recherche

### Anthropologie de la communication et de l’hyper modernité
Au travers d’une approche anthropologique des technologies de la communication, il met en évidence :
- comment les sociétés dispersées, isolées se sont progressivement rencontrées ;
- comment dans la situation actuelle le brassage des cultures bouscule les règles du jeu.

Les événements de la grande histoire sont absents ou ne jouent qu’à la marge, ou comme des accidents qui brisent le cours des choses, avant que les mouvements longs, plus puissants et surtout plus prégnants, ne reprennent le dessus. Les découvertes scientifiques ou les innovations techniques n’interviennent qu’à partir du moment où elles modifient les sociétés en profondeur, soit qu’elles les bousculent et annoncent la fin d’une époque, soit qu’elles se diffusent suffisamment pour dynamiser et transformer les écosystèmes économiques et sociaux à l’œuvre.

### Anthropologie de la culture: muséologie, patrimoine, diversité, ingénierie et médiation culturelle
Il étudie comment  évoluent et se reconfigurent quelques grandes catégories de la culture, que ce soit du point de vue des artistes ou des institutions et des réseaux de relation que les uns et les autres tissent entre eux. À l’heure du métissage, du transmédia, de la globalisation et de la métamorphose des frontières entre cultures légitimes et cultures populaires, mais aussi entre arts et sciences, il s’efforce d'articuler les interrogations sur la création, la médiation et la réception, mais aussi d’étudier comment les technologies d’information et de communication transforment les cultures et les formes d’expression artistique en même temps qu’elles leur offrent des perspectives de réinvention et de dépassement.

### Méthodologie
Il croise approches macro et micro sociale pour développer un point de vue, synthétique et dynamique, à partir d’une démarche anthropologique sociale et historique :
- il met en évidence les forces sociales qui structurent la culture depuis les origines de l’humanité et la font être ce qu’elle est. Il s’intéresse particulièrement aux processus par lesquels se construit la culture savante, aristocratique, légitime, comment elle s’établit, s’étend ou se voit disputer sa suprématie, relativement aux autres formes d’expression au sein de sociétés plus ou moins hiérarchisées ;
- il mène des recherches au plus près de terrains empiriques (festivals, musées, réseaux d’artistes, publics de la culture…), qui lui permettent d’étudier comment les grands phénomènes sociotechniques se réfractent et transforment la vie quotidienne des sujets ou des institutions.

## Ouvrages
- 2017 : Le musée réinventé : culture, patrimoine, médiation[4]
- 2017 : Le projet culturel : conception, ingénierie et communication[5]
- 2015 (en coll. avec Cyril Masselot) : Sciences, techniques et société, recherche sur les technologies digitales[6]
- 2011 (en coll. avec Yves Girault) : Les musées au prisme de la communication[7]
- 2013 : La diversité culturelle en question[3]
- 2006 : La rencontre des mondes : diversité culturelle et communication[8]
- 2003 : Le théâtre dans l'espace public, Avignon "Off"[9]
- 1999 : Les musées à la lumière de l'espace public - histoire, évolution, enjeux[10]
- 1997 : Techniques et cultures au musée : enjeux, ingénierie et communication des musées de société[11]
- 1987 : La Cité Aromatique, pour le travail des matières parfumées à Grasse[12]